# آکساین
آکساین (به آلمانی: Axien) یک منطقهٔ مسکونی در آلمان است که در آنابورگ واقع شده‌است. آکساین ۵۶۵ نفر جمعیت دارد.